# Zelippistes
Zelippistes là một chi ốc biển trong họ Capulidae. Chi này trước đây thuộc họ Trichotropidae.

## Các loài
Các loài trong chi Zelippistes gồm:
- Zelippistes benhami (Suter, 1902)
- Zelippistes excentricus Petuch, 1979